# HD 26262
HD 26262，又名CD-43 1304，SAO 216655、HR 1285，是一颗恒星，视星等为6.59，位于銀經247.93，銀緯-47.57，其B1900.0坐标为赤經4h 4m 7.5s，赤緯-43° -47.57′ 0″。